# Ванделан
Вандела́н (фр. Vandelans) — коммуна во Франции, находится в регионе Франш-Конте. Департамент — Верхняя Сона. Входит в состав кантона Рьоз. Округ коммуны — Везуль.
Код INSEE коммуны — 70519.

## География
Коммуна расположена приблизительно в 330 км к юго-востоку от Парижа, в 21 км северо-восточнее Безансона, в 26 км к югу от Везуля.
Вдоль южной границы коммуны протекает река Оньон.

## Население
Население коммуны на 2010 год составляло 110 человек.
| 1962 | 1968 | 1975 | 1982 | 1990 | 1999 | 2010 |
| ---- | ---- | ---- | ---- | ---- | ---- | ---- |
| 46   | 57   | 52   | 75   | 111  | 107  | 110  |

## Экономика

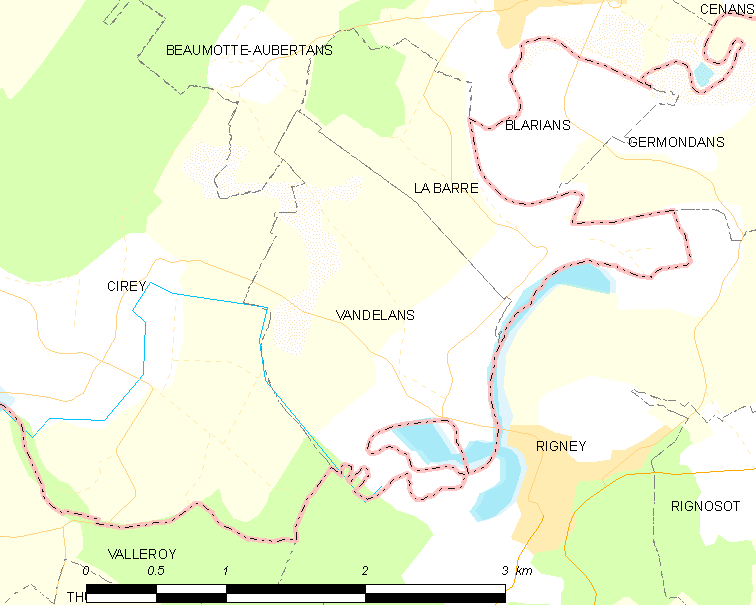
Карта коммуны

В 2010 году среди 75 человек трудоспособного возраста (15—64 лет) 56 были экономически активными, 19 — неактивными (показатель активности — 74,7 %, в 1999 году было 79,1 %). Из 56 активных жителей работали 53 человека (26 мужчин и 27 женщин), безработных было 3 (1 мужчина и 2 женщины). Среди 19 неактивных 4 человека были учениками или студентами, 7 — пенсионерами, 8 были неактивными по другим причинам.